# Мъжът в къщата
„Мъжът в къщата“ (на английски: Man of the House) е американска криминална комедия от 2005 г. на режисьора Стивън Херек, по сценарий на Робърт Рамзи, Матю Стоун и Джон Маклафлин, и участват Томи Лий Джоунс, Ан Арчър, Браян Ван Холт, Кристина Милиан, Пола Гарсес, Моника Кийна и Р. Лий Ърми.